# Morgan Lloyd (thể dục dụng cụ)
Morgan Lloyd (sinh ngày 7 tháng 6 năm 1999) là một vận động viên thể dục dụng cụ người Cayman. Cô đại diện cho Quần đảo Cayman tại Thế vận hội Trẻ Mùa hè 2014  và Đại hội Thể thao Pan American 2015.

## Lịch sử thi đấu

### 2014
Lloyd thi đấu tại Giải vô địch Junior Pan American ở Aracaju, Brazil. Cô đã hoàn thành thứ 34 với số điểm toàn diện là 39.334.
Tại Thế vận hội Thanh niên mùa hè, cô xếp thứ 37 với số điểm toàn phần là 41.250.

### 2015
Tại Thế vận hội Pan American ở Toronto, Lloyd xếp thứ 30 trên toàn thế giới với số điểm 40.050. Cô tiến đến bộ máy cuối cùng như một dự bị. Trong trận chung kết, cô đã ghi được 41.150 và xếp thứ 23 chung cuộc.